# Liste der Monuments historiques in Hermonville
Die Liste der Monuments historiques in Hermonville führt die Monuments historiques in der französischen Gemeinde Hermonville auf.

## Liste der Immobilien
| Bezeichnung      | Beschreibung            | Standort                 | Kennzeichnung | Schutzstatus | Datum | Bild           |
| ---------------- | ----------------------- | ------------------------ | ------------- | ------------ | ----- | -------------- |
| Kirche St-Saveur | aus dem 12. Jahrhundert | Place de l’Église (Lage) | PA00078720    | Classé       | 1919  | weitere Bilder |

## Liste der Objekte
| Bezeichnung                                                | Beschreibung | Standort                       | Kennzeichnung | Schutzstatus | Datum | Bild |
| ---------------------------------------------------------- | --- | ------------------------------ | ------------- | ------------ | ----- | ---- |
| Skulptur Petrus                                            | Stein, 16. Jahrhundert | in der Kirche St-Saveur (Lage) | PM51001818    | Inscrit      | 1990  |      |
| Altar                                                      | Altartisch, Retabel und Relief Mariä Verkündigung; Stein, farbig gefasst, 16. Jahrhundert                                                                 | in der Kirche St-Saveur (Lage) | PM51000481    | Classé       | 1908  |      |
| Gemälde Auferstehung                                       | Ölfarbe auf Holz, Holzrahmen, 16. Jahrhundert | in der Kirche St-Saveur (Lage) | PM51000482    | Classé       | 1911  |      |
| Orgel                                                      | Haupteintrag für PM51000484 | in der Kirche St-Saveur (Lage) | PM51001756    | Classé       | 1979  |      |
| Orgelprospekt                                              | im Kern aus dem 15. Jahrhundert, im 17. Jahrhundert ergänzt; 1791 von der Kirche St-Étienne in Reims nach Hermonville verbracht; 1924 erneut überarbeitet | in der Kirche St-Saveur (Lage) | PM51000484    | Classé       | 1979  |      |
| Hauptaltar                                                 | Altartisch, Tabernakel und Baldachin; Marmor, Holz, farbig gefasst und vergoldet, 18. Jahrhundert                                                         | in der Kirche St-Saveur (Lage) | PM51001820    | Inscrit      | 1990  |      |
| Sakristeischrank                                           | Holz, 18. Jahrhundert | in der Kirche St-Saveur (Lage) | PM51001821    | Inscrit      | 1990  |      |
| Zwei Konsoltische                                          | Holz, vergoldet, 18. Jahrhundert | in der Kirche St-Saveur (Lage) | PM51000483    | Classé       | 1911  |      |
| Skulptur Madonna mit Kind                                  | Holz, um 1500 | in der Kirche St-Saveur (Lage) | PM51001817    | Inscrit      | 1990  |      |
| Gemälde Der heilige Karl Borromäus besucht die Pestkranken | Ölfarbe auf Leinwand, 17. Jahrhundert | in der Kirche St-Saveur (Lage) | PM51001819    | Inscrit      | 1990  |      |
| Chorgestühl                                                | Holz, 1845 | in der Kirche St-Saveur (Lage) | PM51001822    | Inscrit      | 1990  |      |